# کسی که هستی (آلبوم جسی جی)
کسی که هستی (به انگلیسی: Who You Are) نخستین آلبوم استودیویی از خواننده-ترانه‌پرداز انگلیسی جسی جی می‌باشد که در ۲۸ فوریهٔ سال ۲۰۱۱ از سوی لاوا رکوردز، آیلند رکوردز و یونیورسال ریپابلیک رکوردز منتشر گردید.